# Panama (Nebraska)
Panama è un comune degli Stati Uniti d'America, situato nello Stato del Nebraska, nella contea di Lancaster.